# Renale denervatie
Renale denervatie is een relatief nieuwe techniek om hypertensie te behandelen. Hierbij worden door middel van katheterisatie (zoals ook bij bepaalde procedures van het hart wordt gedaan, bijvoorbeeld dotteren) de sympathische zenuwbanen van en naar de nieren uitgeschakeld door elektro-ablatie.
In Nederland is wordt deze behandeling sinds 2010 toegepast. Het eerste ziekenhuis waar deze ingreep toegepast werd is het Universitair Medisch Centrum Utrecht.

## Rationale
Het idee achter de techniek van renale denervatie is dat de sympathische zenuwen van en naar de nieren een grote rol spelen in het in stand houden van hoge bloeddruk. In diermodellen zorgde het doorsnijden van deze zenuwen voor een verhoogde zoutuitscheiding en verlaging van de bloeddruk. Overigens is deze techniek niet helemaal nieuw. Voordat het mogelijk was om hypertensie met medicatie te behandelen werd er meer dan eens gebruikgemaakt van chirurgie, waarbij de nierzenuwen dan doorgesneden werden.

## Wetenschappelijk onderzoek
Er is vooral onderzoek gedaan op patiënten met moeilijk behandelbare hypertensie. In 2009 is het bewijs geleverd dat het principe van renale denervatie werkt. In de Australische studie werden vijftig patiënten met hypertensie onderzocht. Vijf van hen konden geen renale denervatie ondergaan vooral vanwege anatomische variaties; zij werden gebruikt als controlegroep voor de overige 45 patiënten. Na twaalf maanden was in de groep waar renale denervatie toegepast was de bovendruk 27 mmHg gezakt en de onderdruk 17 mmHg, terwijl de bloeddruk bij de onbehandelde vijf patiënten gelijk gebleven of zelfs gestegen was.
Ook in Nederland zijn er al enkele onderzoeken afgerond met renale denervatie. Ook hieruit blijkt een bloeddrukverlagend effect.
De studie die het best de effectiviteit van renale denervatie heeft aangetoond is een gerandomiseerde gecontroleerde multi-center trial van voornamelijk Australische en Duitse ziekenhuizen.
Al met al is het bewijs geleverd dat renale denervatie bij patiënten met moeilijk behandelbare hypertensie effectief is. Het is, mede gezien het enthousiasme waarmee de techniek ontvangen is, te verwachten dat de techniek op niet al te lange termijn tot het standaardarsenaal aan behandelingen van hypertensie zal gaan behoren. De resultaten op lange termijn van deze behandeling zijn op dit moment nog niet bekend, daar de eerste studies naar renale denervatie pas in 2007 zijn gestart. Resultaten op dit moment laten echter zien dat ca. 13% van de mensen geen baat heeft bij de behandeling. Op dit moment is het nog niet mogelijk om vooraf te bepalen bij wie de behandeling wel werkt en bij wie niet.
Het bewijs voor de werking van ablatie van de nierzenuwen bij patiënten met therapieresistente hypertensie is dun.